# Onocephala obliquata
Onocephala obliquata là một loài bọ cánh cứng trong họ Cerambycidae.